# Szymon Szynkowski vel Sęk

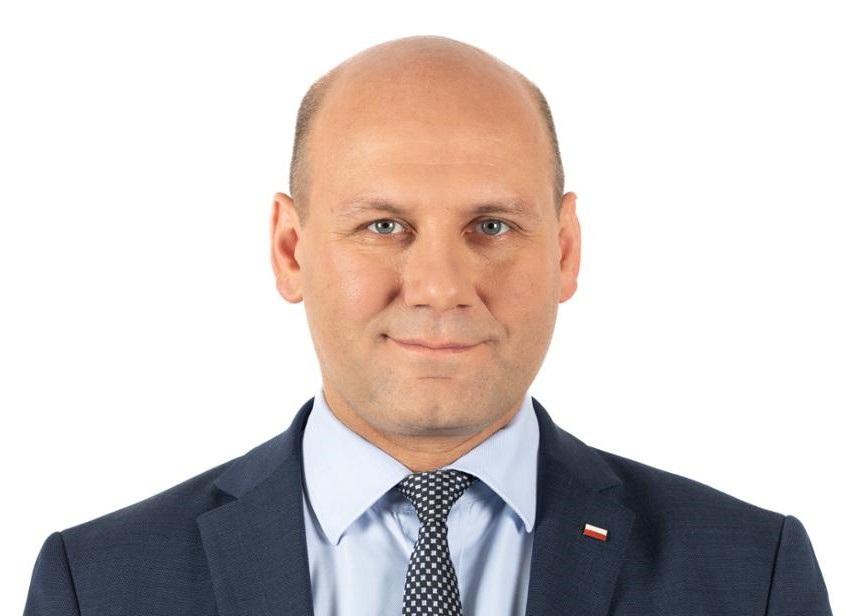
Szymon Szynkowski vel Sęk (2016)

Szymon Andrzej Szynkowski vel Sęk (['ʃɨmɔn ʃɨn'kofski vɛl sɛŋk]) (* 24. November 1982 in Posen) ist ein polnischer Politiker (PiS). Er ist seit 2015 Abgeordneter des polnischen Sejm in der VIII., IX. und X. Wahlperiode. Unter Mateusz Morawiecki war er 2022/23 Europa- und 2023 Außenminister.

## Leben und Beruf
Szynkowski vel Sęk studierte Internationale Beziehungen an der Adam-Mickiewicz-Universität Posen. Mit einem Stipendium des Erasmus-Programms studierte er 2003/04 an der Universität Osnabrück.

## Politik
In seiner Jugend war Szynkowski vel Sęk Vorsitzender der Posener Ortsgruppe der konservativen Jugendorganisation „Młodzi Konserwatyści“. Er ist seit 2001 Mitglied der Prawo i Sprawiedliwość (PiS). Vor seiner Tätigkeit als Parlamentsabgeordneter war er Assistent von Jacek Tomczak und des Europa-Abgeordneten Marcin Libicki. Er arbeitete ebenfalls in den Abgeordnetenbüros von Konrad Szymański und Ryszard Czarnecki.
Bei den Selbstverwaltungswahlen 2006, 2010 und 2014 wurde Szynkowski vel Sęk in den Rat der Stadt Posen gewählt. Dort war er von 2012 bis 2015 Vorsitzender der PiS-Fraktion. Zudem war er als Delegierter Posens Vorstandsmitglied des „Verbandes Polnischer Städte“.
Bei den Sejmwahlen im Oktober 2015 errang er im Posener Wahlkreis ein Parlamentsmandat. Szynkowski vel Sęk war Vorsitzender der Deutsch-Polnischen Parlamentariergruppe, die sich aus Abgeordneten des Deutschen Bundestages und des Sejm zusammensetzt. Am 1. Juni 2018 wurde Szynkowski vel Sęk zum Staatssekretär (Vizeminister) im Außenministerium ernannt. Im Rahmen des Berliner Prozesses wurde er Regierungsbevollmächtigten für den Westbalkan-Gipfel. Nachdem er bei der Europawahl 2019 vergeblich kandidiert hatte, wurde er bei der Parlamentswahl 2019 in den Sejm wiedergewählt. Im April 2020 wurde er Regierungsbevollmächtigter für den polnischen Vorsitz der Visegrád-Gruppe. Am 13. Oktober 2022 wurde er zum Minister für Europäische Angelegenheiten berufen. Bei der Parlamentswahl 2023 wurde er zum dritten Mal in den Sejm gewählt. Im Kabinett Morawiecki III war Szynkowski vel Sęk Außenminister. Im November 2024 bewarb er sich als einziger Kandidat um den Vorsitz der Posener PiS, verfehlte jedoch die notwendige Mehrheit.